# Palazzo Rota

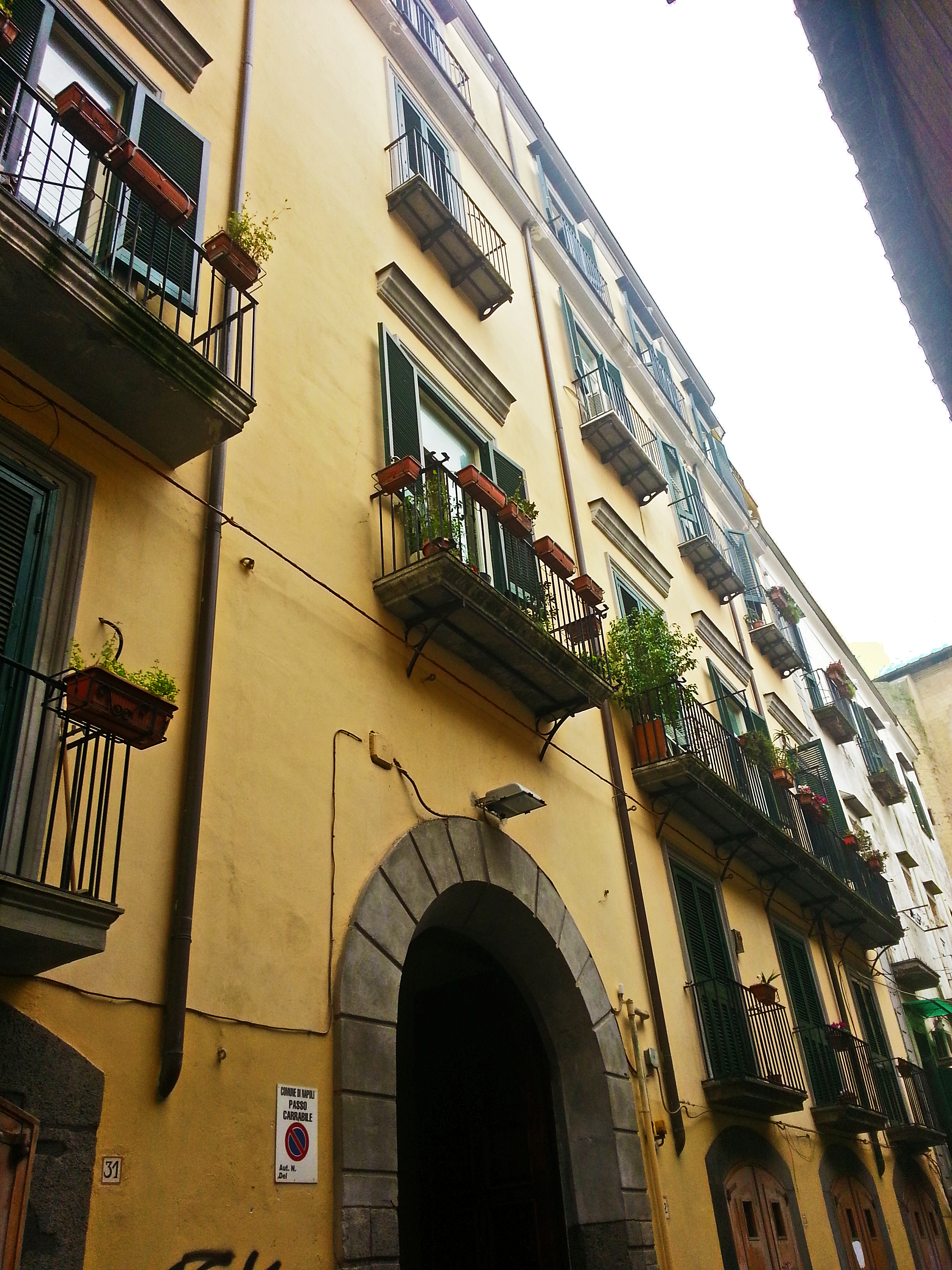
Palazzo Rota in Neapel

Der Palazzo Rota ist ein Palast aus dem 15. Jahrhundert im Viertel San Giuseppe in Neapel in der italienischen Region Kampanien. Er liegt im Vico Pallonetto Santa Chiara, 32.

## Geschichte
Der Palast wurde im Auftrag der Familie ‚‚Rota‘‘ im Jahre 1495 errichtet. Dort wurde der Dichter und Komödienschreiber Berardino Rota (1508–1575) geboren.
Im 16. Jahrhundert wurde der Palast vom Bildhauer und Architekten Giovanni da Nola restauriert und erhielt so das Aussehen einer Adelsresidenz. Im Jahre 2000 wechselte er den Besitzer und wurde erneut sehr qualitätvoll restauriert. Die Restaurierung dauerte zwei Jahre und das Anwesen wurde so in mehrere prestigeträchtige Wohnungen aufgeteilt.

## Beschreibung
Die asymmetrische Fassade, die einst mit Fresken von Polidoro da Caravaggio versehen war, hatte zwei Vollgeschosse und ein Zwischengeschoss. Später wurde ein drittes Vollgeschoss aufgebaut. Die Fenster sind mit Ornamenten aus Piperno geschmückt und die Balkone werden durch Konsolen gestützt.
Der Innenhof ist durch eine Abfolge von geschlossenen und offenen Räumen gekennzeichnet, alle mit Piperno verziert. Gemälde und Skulpturen wurden von Berardino Rota dort platziert; letztere sind dort allerdings nicht zu sehen.

## Galeriebilder

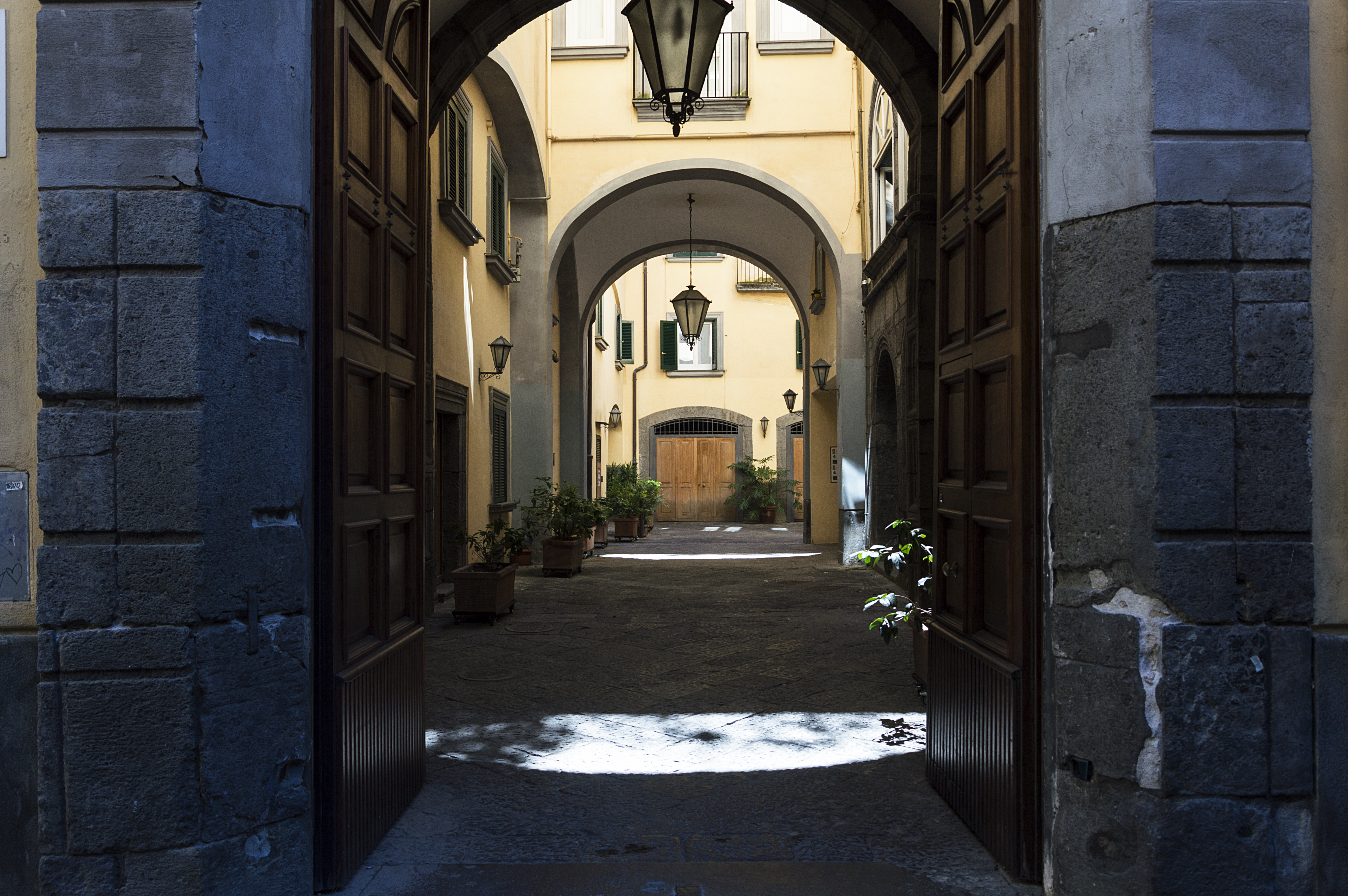
Innenhöfe
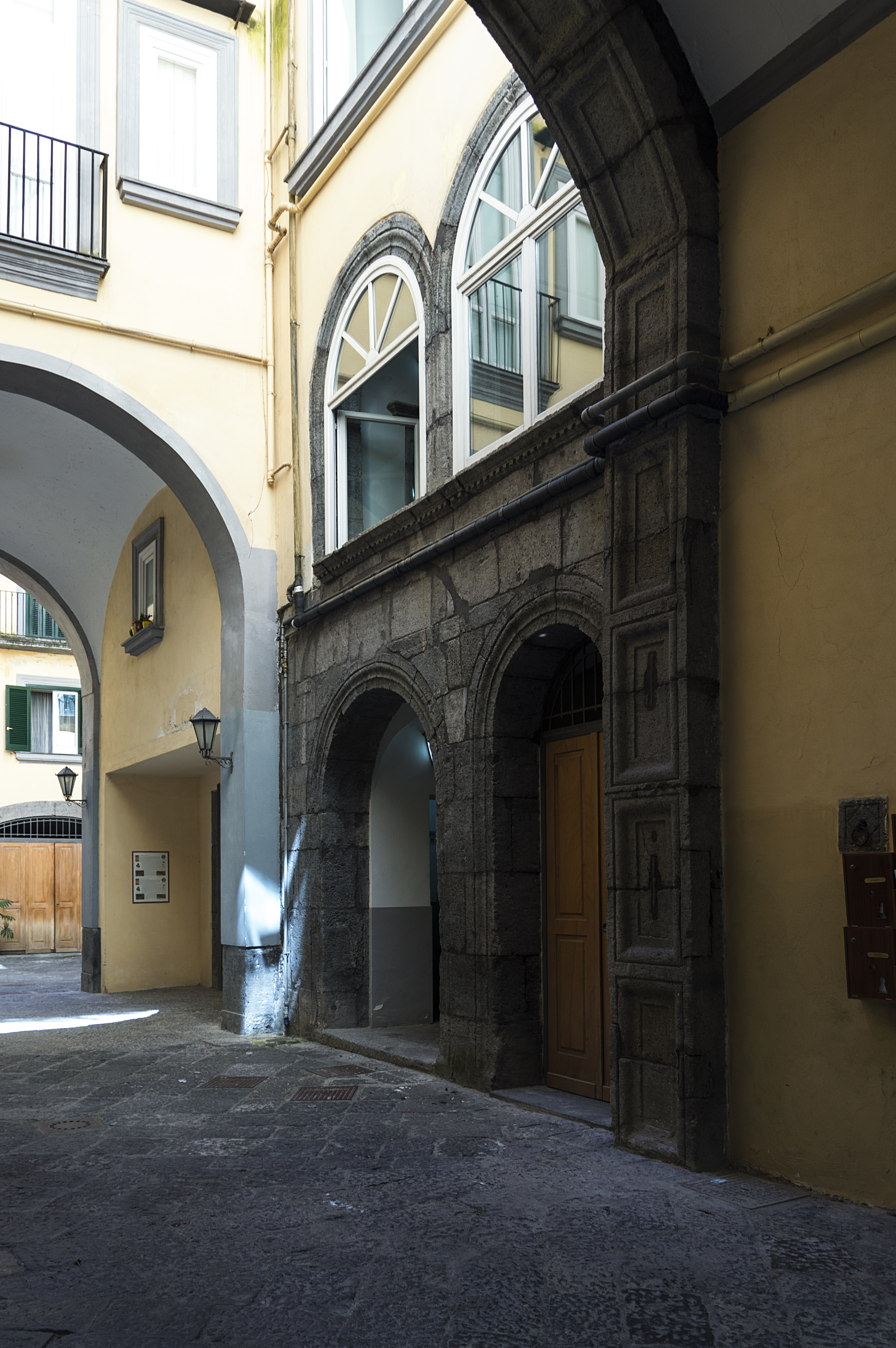
Loggia der Treppen
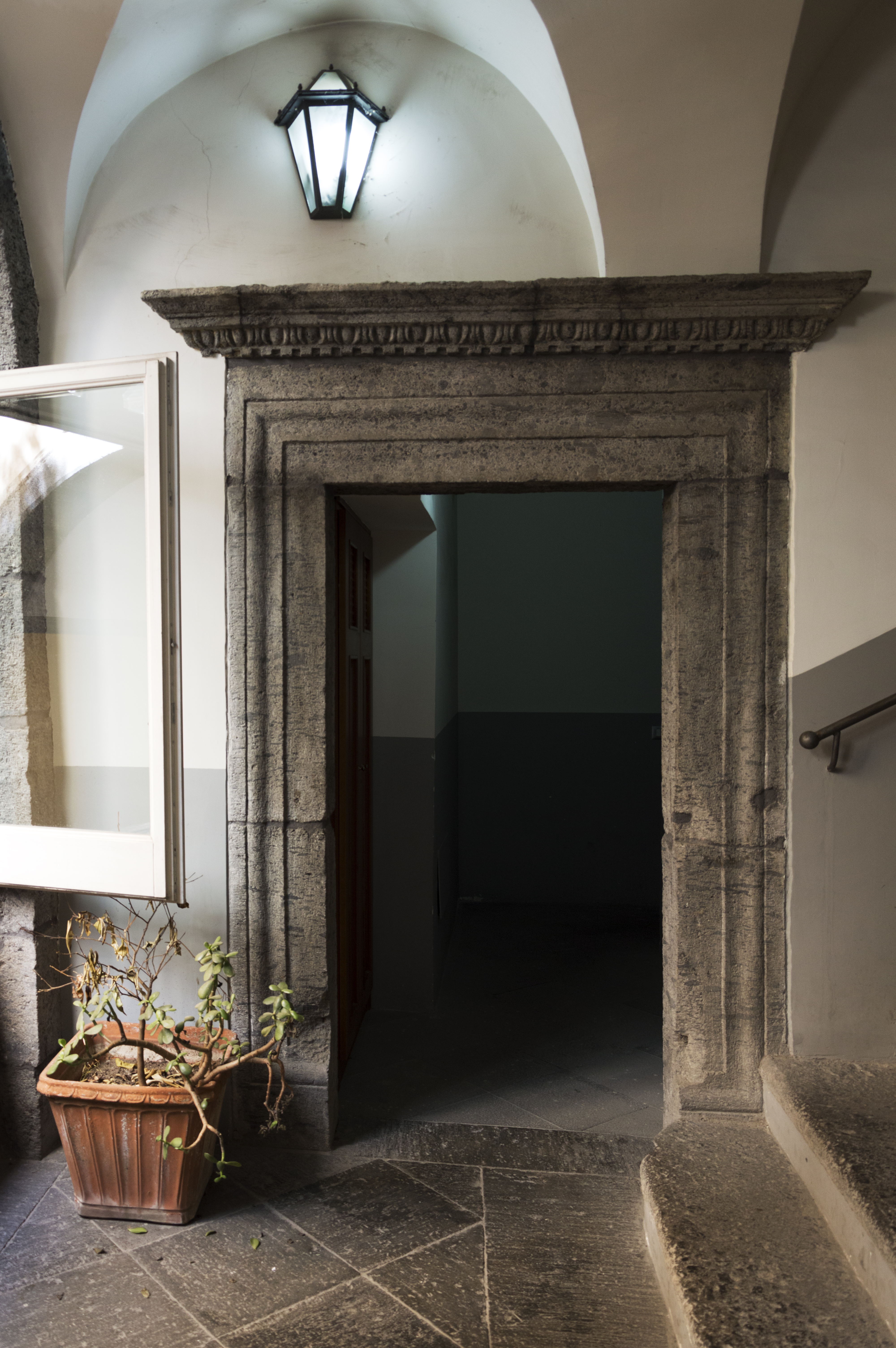
Renaissanceportal